# 羊深
羊 深（よう しん、? - 535年）は、北魏末の官人・武人。字は文淵。本貫は泰山郡梁父県。

## 経歴
梁州刺史の羊祉の次男として生まれた。若くして経書・史書を学び、文章を好んだ。司空府記室参軍から軽車将軍・尚書騎兵郎に転じた。ほどなく駕部に転じ、右軍将軍の号を加えられた。521年（正光2年）、孝明帝が釈奠の礼を行うと、羊深は『孝経』を講義し、講論の美しいことで知られた。
524年（正光5年）、北地郡の車金雀らが羌族たちを率いて反乱を起こし、また高平郡の宿勤明達の反乱軍が豳州・夏州・北華州を攻撃した。北海王元顥が都督・行台となって反乱軍を討つこととなり、羊深はその下で持節・通直散騎常侍・行台左丞・軍司となって従軍した。527年（孝昌3年）、高平の反乱軍に敗れて、洛陽に帰還した。ほどなく尚書左丞に転じ、平東将軍・光禄大夫の位を加えられた。蕭宝寅が関中で反乱を起こし、正平郡の薛鳳賢らが呼応して叛くと、羊深は兼給事黄門侍郎となり、反乱討伐の任にあたった。528年（武泰元年）、長孫稚と潼関で合流し、蕭宝寅を敗走させた。功績により新泰男の爵位を受けた。東道慰勞使となり、そのまま二徐行台をつとめた。孝荘帝が即位すると、羊深は安東将軍・太府卿に任じられ、さらに二兗行台となった。
河陰の変の後、羊深の弟の泰山郡太守羊侃が南朝梁に亡命し、羊深にも同行を誘ってきた。羊深は泣いて羊侃の使者を斬り、仔細を孝荘帝に報告した。入朝を求められて洛陽に入ると、官爵を剥奪された。後に撫軍将軍・金紫光禄大夫の位を受けた。
529年（永安2年）、元顥が洛陽に入ると、羊深はその下で兼黄門郎となった。元顥が敗死すると、羊深は免官された。後に大鴻臚卿として任用された。531年（普泰元年）、散騎常侍・衛将軍・右光禄大夫の位を受け、監起居注をつとめた。節閔帝の命を受けて、東西二省の官員を補充することとなり、盧道虔・元晏・元法寿らとともに人選を進めた。まもなく侍中を兼ね、節閔帝に親しく待遇された。
孝武帝の初年、中書令に任じられた。ほどなく車騎大将軍・左光禄大夫の位を受けた。534年（永熙3年）6月、御史中尉・東道軍司を兼ねた。孝武帝が関中に入ると、羊深は樊子鵠らとともに兗州で東魏に叛いた。樊子鵠により羊深は斉州刺史に任じられ、泰山郡博県商王村に塁を結んで、山斉の民を引き入れた。535年（天平2年）1月、東魏軍に敗れて、陳で斬られた。
子の羊粛は、武定末年に儀同・開府・東閤祭酒となった。

## 伝記資料
- 『魏書』巻77 列伝第65
- 『北史』巻39 列伝第27